# Baradla Hosszú-Alsó-barlang
A Baradla Hosszú-Alsó-barlang a Baradla–Domica-barlangrendszer alsó barlangszintje. Magyarország megkülönböztetetten védett barlangjai között van.  Az Aggteleki Nemzeti Parkban található. A barlang az Aggteleki-karszt és a Szlovák-karszt többi barlangjával együtt a világörökség része.

## Leírás
A barlang hossza 235 m, bejárata Jósvafő határában, a Jósva-forrás mellett nyílik, a Baradla Rövid-Alsó-barlang tárójától kb. 75 m-re, 218 m tengerszint feletti magasságban. Függőleges kiterjedése 20 m. A középső triász guttensteini mészkőben kialakult, vélhetően vízzel teljesen vagy részlegesen kitöltött barlang a Baradla-barlang szinte teljes hossza alá benyúlik, ma már ez szállítja az egykoron a Baradla-barlang főágán átfolyó Styx-patak vizének egy részét. A látogatásához az Aggteleki Nemzeti Park Igazgatóság engedélye kell.
A barlangfejlődés kései szakaszában járó Baradla-barlang idővel inaktívvá vált, elvesztette eredeti barlangi patakját. A barlang egykori vízfolyása alsóbb járatrendszert kezdett kialakítani magának. A rendszer vízgyűjtőjéről érkező vizet az alsó barlangok vezetik a Jósvafő határában található forrásaikhoz. A Baradla-barlangnak két egymástól hidrológiailag független alsó barlangja alakult ki, a ma 1000 méter hosszúságban ismert Baradla Rövid-Alsó-barlang és a mindössze 128 méteres szakaszán ismert, de a barlang alá hosszabban, egészen a Domica-barlangig benyúló Baradla Hosszú-Alsó-barlang.
A két barlangot sokáig egynek hitték, ugyanis vizük egy helyen, a jósvafői Jósva-forrásban tört a felszínre. A források különállósága csak 1955 óta ismert, amikor egy hatalmas árvíz kimosta a forrásterületet. A Baradla Rövid-Alsó-barlang forrása a Táró-forrás, amely egy mesterségesen hajtott tárón keresztül jut a felszínre, a Baradla Hosszú-Alsó-barlang forrása a Medence-forrás, más néven a Tó-forrás, amely egy betonmedencében fakad a völgy alján. A Medence-forrás vízhozama átlag 8,2 m³/p, hőmérséklete pedig átlag 12,8 °C.
A Baradla-barlang alá a domicai szakaszon is benyúló Baradla Hosszú-Alsó-barlang a leszivárgó vizeken és a Baradla-barlang felszíni nyelőin kívül a Vörös-tói-ágtól nyugati irányba elhelyezkedő barlangi víznyelőkön át jut vízhez, ilyen az aggteleki kiépített rész végénél található Dancza-nyelő, illetve Libanon-hegy alatt átvezető Nehéz-úton található Nehézút I. és Nehézút II. nyelők. Ha a Baradla Hosszú-Alsó-barlang önmagában már nem tudja elvezetni a felszínről érkező vízmennyiséget, az a Baradla-barlang főágában időszakos vízfolyást alkotva tovább folyik, és először a Baradla Hosszú-Alsó-barlang víznyelőin át tűnik el, majd ha ezek sem képesek a víz befogadására, akkor az a Baradla Rövid-Alsó-barlang víznyelőin át, így legkésőbb az Óriások termében található hatalmas nyelőn át jut immár a Baradla Rövid-Alsó-barlangba.
A Baradla-barlangrendszer teljes árvízi vízhozamát így a két alsó barlang együttesen vezeti el a forrásterületre. A Medence-forrás viszonylag magas, 12,8 °C-os átlagos hőmérsékletének oka lehet, hogy a forrás a víznyelők áradmányvizei és a beszivárgó víz mellett mélységi karsztvízből is táplálkozik. Összehasonlításképp a Medence-forrástól néhány méternyire fakadó Táró-forrás átlagos hőmérséklete 9,8 °C.
2006-ban volt először Baradla Hosszú-Alsó-barlangnak nevezve a barlang az irodalmában. Előfordul a barlang az irodalmában Baradla-Hosszú-Alsóbarlang (Baja 1998), Hosszú-Alsó-barlang (Takácsné, Juhász, Kraus 1989) és Long-Lower Cave (Takácsné, Eszterhás, Juhász, Kraus 1989) neveken is.

## Kutatástörténet
A Baradla-barlang kutatója, Vass Imre is feltételezte az alsó barlang létét (1831), tekintve, hogy a barlang kijárata és a Jósva-forrás nagyon közel helyezkednek el egymáshoz. Több, jellemzően a Baradla víznyelőinek kibontására irányuló sikertelen kísérletet követően, 1954-ben, elsőként Jakucs László jutott be az alsó barlangba, de a forrás irányából. A Jósva-forrás egy árvízi fakadási pontjánál ásott aknát, majd ugyanebbe az irányba tárót hajtatott a barlang feltételezett irányába. A barlangot 1954 végére érte el, de ott a vízzel telt szifonok miatt nem tudott tovább haladni.
A két különálló alsó barlangszint létére 1955-ben derült fény. 1955. augusztus 6-án a Baradla-barlangon hatalmas méretű árvíz vonult le, amelynek vize kiszakította a hegyoldalt a Jósva-forrásnál és két, egymástól néhány méterre fakadó forrás helyét fedte fel. Az egyik a hosszú, a másik a rövid alsó barlanghoz tartozik, de ezt csak 1970-ben bizonyította vízfestési kísérletekkel Szenthe István.

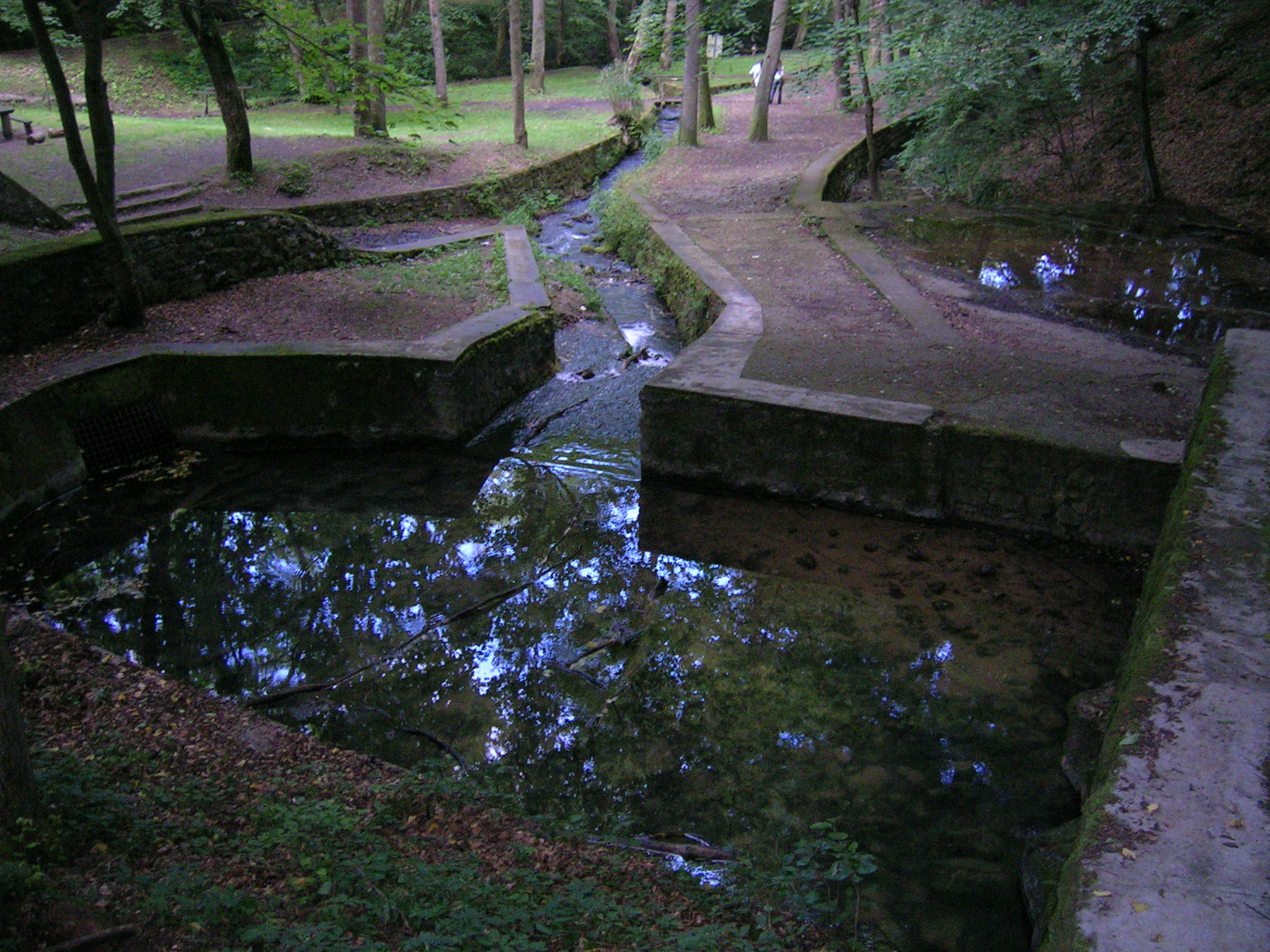
A Baradla Hosszú-Alsó-barlang forrása, a Medence-forrás

Az 1989. évi Karszt és Barlangban közölve lett, hogy a Baradla-barlangban a barlangi patak napjainkban már csak áradások alkalmával folyik végig. Az év többi részében a Baradla-barlang alatt lévő Alsó-barlang vezeti le a Jósva-völgy völgyfőjében eredő forrásokhoz a vizet. Az elmúlt években végzett víznyomjelzések kimutatták, hogy egymástól független két barlang (a Hosszú-Alsó-barlang és a Baradla Rövid-Alsó-barlang) húzódik a Baradla-barlang alatt. A két alsó barlang közül eddig csak a Baradla Rövid-Alsó-barlangot sikerült feltárni, kb. 1 km hosszúságig. A folyóirat 1989. évi különszámában napvilágot látott ennek az utóbbi tanulmánynak az angol nyelvű változata (The caves of Hungary). Ebben a tanulmányban Long-Lower Cave a barlang neve.
A Baradla Hosszú-Alsó-barlang az Aggteleki-karszt és a Szlovák-karszt többi barlangjával együtt 1995 óta a világörökség része. 1998. május 14-től a környezetvédelmi és területfejlesztési miniszter 13/1998. (V. 6.) KTM rendelete szerint az Aggteleki Nemzeti Park Igazgatóság illetékességi területén található Baradla-Hosszú-Alsóbarlang az igazgatóság engedélyével látogatható. Az időközben 19 m-ig feltöltődött nyelőt 2000-ben újra bontani kezdték a kutatók és 40 m mélyre jutottak, ahol oldott falú vízszintes járatszakaszt értek el.
A 2005-ben kiadott, Magyar hegyisport és turista enciklopédia című könyvben az olvasható, hogy a Baradla-Alsó-barlangok a Baradla-barlang alsó, aktív járatszintjei. Az Alsó-barlang meglétét régóta feltételezték, de csak az elmúlt négy évtizedben lett bizonyítva létezése. Víznyomjelzések, illetve a feltáró kutatások eredményei alapján jelenleg már két, egymástól független alsó szintről van tudomásunk. A források hegylábi törmelékben történő felszínre lépési helye azonos volt a jósvafői Törőfej-völgyben 218 m tszf. magasságban az 1955. évi árvíz előtt, de jelenleg kb. 10 m-re helyezkednek el egymástól. A Hosszú-Alsó-barlang forrásai a Medence-forrás és a Cső-forrás, amelyek vizüket a Vörös-tói-ágtól Ny-ra található területről kapják. 1957-ben pár m-es táró hajtásával lett elérve az aktív forrásjárat. A gutensteini mészkőben keletkezett, keskeny, hasadék jellegű, omladékos és 150 m hosszúságig feltárt járatban erős a vízmozgás. Engedély kell a lezárt barlang megtekintéséhez.
2005. szeptember 1-től a környezetvédelmi és vízügyi miniszter 22/2005. (VIII. 31.) KvVM rendelete szerint az Aggteleki Nemzeti Park Igazgatóság működési területén található Baradla-Hosszú-Alsóbarlang a felügyelőség engedélyével látogatható. Az Aggteleki Nemzeti Park Igazgatóság működési területén lévő, 5430/7 nyilvántartási számú Baradla Hosszú-Alsó-barlang, 2006. február 28-tól, a környezetvédelmi és vízügyi miniszter 8/2006. KvVM utasítása szerint, megkülönböztetett védelmet igénylő barlang. A 2006. évi Vespertilioban közölt tanulmány szerint 2004. január 15-én két szürke hosszúfülű-denevért figyeltek meg a Hosszú-Alsó-Baradla nevű barlangban Boldogh Sándor és Barti Levente.
2007. március 8-tól a környezetvédelmi és vízügyi miniszter 3/2007. (I. 22.) KvVM rendelete szerint az Aggteleki Nemzeti Park Igazgatóság működési területén lévő Baradla-Hosszú-Alsóbarlang az igazgatóság engedélyével tekinthető meg. Az Aggteleki Nemzeti Park Igazgatóság működési területén lévő, 5430-7 kataszteri számú Baradla Hosszú-Alsó-barlang, 2012. február 25-től, a vidékfejlesztési miniszter 4/2012. (II. 24.) VM utasítása szerint, megkülönböztetetten védett barlang. 2013. július 19-től a vidékfejlesztési miniszter 58/2013. (VII. 11.) VM rendelete szerint a Baradla Hosszú-Alsó-barlang (Aggteleki Nemzeti Park Igazgatóság működési területe) az igazgatóság hozzájárulásával látogatható. 2021. május 10-től az agrárminiszter 17/2021. (IV. 9.) AM rendelete szerint a Baradla Hosszú-Alsó-barlang (Aggteleki Nemzeti Park Igazgatóság működési területe) az igazgatóság engedélyével látogatható. A 13/1998. (V. 6.) KTM rendelet egyidejűleg hatályát veszti.